# ایرونی‌ها

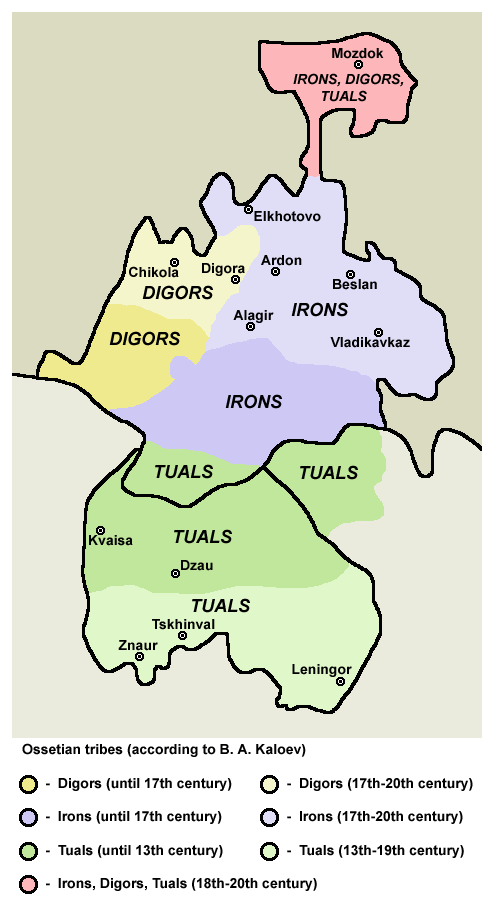
مردمان اوستیایی طبق گفته B. A. Kaloev (گویشوران ایرونی شامل تمام رنگ‌ها بجز رنگ زرد)

مردم ایرونی زیر گروهی از اوستی‌ها هستند. آنها به گویش ایرونی، یکی از دو گویش اصلی زبان اوستیایی صحبت می‌کنند. اکثر ایرونی‌ها پیرو کلیسای ارتدکس شرقی هستند و دارای اقلیت آسیانیست و مسلمان هستند. 